# تاكايوكي كوماين
تاكايوكي كوماين (باليابانية: 小峯 隆幸) (مواليد 25 أبريل 1974)، هو لاعب كرة قدم ياباني سابق كان يلعب كمدافع.

## وصلات خارجية
- تاكايوكي كوماين على موقع رابطة كرة القدم اليابانية للمحترفين (اليابانية)
- تاكايوكي كوماين على موقع Soccerway.com (الإنجليزية)
- تاكايوكي كوماين على موقع عالم كرة القدم.نت (الإنجليزية)